# 大来佐武郎
大来佐武郎（日语：／ Ōkita Saburō；1914年11月3日—1993年2月9日）日本政治人物，外交官，经济学家，战后对日本经济发展有重要影响的人物之一，也是中国改革开放的参与人士，副总理谷牧的顾问。

## 生平
1979年1月26日至2月4日，大来一行到中国访问。
1980年7月，大来卸任外务大臣职务，任日本对外关系政府代表。他通过多种途径表示，希望继续来华担任顾问工作，并在此后与中方讨论成立中日经济知识交流会，该交流会最终成为中日双方的固定交流机制，并在中国改革开放中发挥了重要作用。